# Life on Other Planets
Life on Other Planets é o quarto álbum de estúdio da banda britânica de rock Supergrass, lançado em setembro de 2002 pela Parlophone sob produção musical de Tony Hoffer.
É o primeiro álbum do grupo com a inclusão oficial do tecladista Rob Coombes como integrante. O título e o material do álbum foram influenciados pela estação de rádio francesa Nostalgie e por alguns documentários de Carl Sagan. O álbum figurou na nona posição das paradas britânicas.

## Faixas
1. "Za" – 3:04
2. "Rush Hour Soul" – 2:55
3. "Seen the Light" – 2:25
4. "Brecon Beacons" – 2:56
5. "Can't Get Up" – 4:02
6. "Evening Of The Day" – 5:18
7. "Never Done Nothing Like That Before" – 1:43
8. "Funniest Thing" – 2:29
9. "Grace" – 2:30
10. "La Song" – 3:43
11. "Prophet 15" – 4:05
12. "Run" – 5:28